# 곽권희
곽권희(郭權熹, 1966년 10월 14일 ~ )은 전 KBO 리그 야구 선수의 내야수이다.

## 출신학교
- 1981년 ~ 1984년 : 광주상업고등학교
- 1984년 ~ 1988년 : 경희대학교 (1984학번)